# Garsauria
Garsauria – rodzaj pluskwiaków z rodziny ziemikowatych i podrodziny Garsauriinae. Obejmuje cztery opisane gatunki.

## Morfologia i zasięg
Pluskwiaki o ciele spłaszczonym grzbietowo-brzusznie, długości od 8,1 do 11,3 mm, w zarysie mającym prawie równoległe boki, ubarwionym czarno lub czarniawobrązowo, z wierzchu grubo punktowanym. Głowa jest szersza niż dłuższa, zaopatrzona w duże i wyłupiaste oczy złożone, przyoczka oraz czułki zbudowane z pięciu członów, z których drugi jest drobny. Płytki żuwaczkowe są dłuższe od nadustka i przed nim połączone. Czteroczłonowa kłujka sięga w spoczynku nieco poza przednią parę bioder. Niewielkie bukule nakrywają tylko nasadę kłujki. Wyraźnie szersze niż dłuższe przedplecze ma dwa wyraźne wgłębienia i dobrze rozwinięte garbki. Mała tarczka ma kształt szerszego niż dłuższego trójkąta z zaokrąglonym tylnym wierzchołkiem i u nasady jest bardziej wysklepiona niż na szczycie. Półpokrywy mają duże przykrywki oraz węższe od odwłoka zakrywki. Odwłok ma dobrze zesklerotyzowany segment genitalny. Samiec cechuje się prąciem o niezesklerotyzowanej, słabo pigmentowanej fallotece.
Przedstawiciele rodzaju zamieszkują krainy orientalną i australijską, a jeden gatunek, G. laosana, wkracza na północ do wschodniej Palearktyki.

## Taksonomia
Takson ten wprowadzony został w 1868 roku przez Francisa Walkera jako rodzaj monotypowy, z G. aradoides jako jedynym gatunkiem. W 1899 roku William Lucas Distant zsynonimizował z Garsauria rodzaj Microrrhamphus, wprowadzony w 1891 roku Ernsta Evalda Bergrotha. Z kolei w 1905 roku Henri Schouteden dokonał synonimizacji z omawianym rodzajem taksonu Brachyrhamphus, wprowadzonego w 1894 roku Carla J.E. Haglunda.
Współcześnie rodzaj ten obejmuje cztery opisane gatunki:
- Garsauria aradoides Walker, 1868
- Garsauria laosana J.A. Lis, 1991
- Garsauria sjostedti (Haglund, 1894)
- Garsauria usambarica Schouteden, 1905